# Разумные животные
Разумные (говорящие) животные — волшебные животные, встречающиеся в мифах, легендах, сказках, фэнтези и научной фантастике. Они могут выглядеть как обычные животные или быть антропоморфными. Действие историй о них происходит как среди людей, так и в их собственном вымышленном мире.

## Мифы, легенды и народные сказки
Говорящие животные часто встречаются в мифах и легендах. В них они в основном выступают в качестве лиминальных существ, обозначающих некоторую границу, которую должен преодолеть герой.
В виде животных часто изображались боги и духи в традиционных религиях, например, бог-паук Ананси у акан или обезьяноподобный Хануман в индуизме. В представлениях славян животные сближались с демоническими персонажами и могли служить их воплощением.
Говорящие животные являются частыми героями волшебных сказок и сказок о животных в культурах всех народов мира, от историй об обезьянах в шумерийском эпосе до сказки «Кот в сапогах».

## Басни и сатира
Начиная с Эзопа и «Панчатантры», говорящие животные являются главными героями басен, в которых они используются для передачи людских качеств. В баснях обычно не обращается внимание на реальные характеристики животных, вместо этого используются такие стереотипы как хитрый кот, коварный змей, лис-трикстер, глупый учёный осёл и т. п. Животный эпос был распространён в западной средневековой литературе, например, в «Романе о Лисе» XII—XIV веков, где алчный волк изображал рыцаря, лев — короля, а хитрый лис Ренар — горожанина. В китайском романе «Путешествие на Запад» У Чэнъэня (1590-е) главное действующее лицо — царь обезьян Сунь Укун. Закрепил такой подход Жан де Лафонтен в своих баснях. В русской литературе самый известный автор басен — Иван Крылов. Среди более поздних произведений, где разумные животные используются в качестве сатиры и аллегории на людей, можно назвать повесть-антиутопию «Скотный двор» Джорджа Оруэлла (1945), в которой животные на ферме восстают против хозяина, но образованное ими общество из свободного вскоре превращается в тоталитарное. При помощи разговаривающих животных метафорически изображается человеческое общество, что помогает людям взглянуть на себя со стороны.

## Литературные сказки и фэнтези
Истории о мыслящих животных (англ. animal fantasy) — довольно популярный жанр литературных сказок и фэнтези, в основном для детей. В некоторых из них мыслящие животные показаны биологически достоверно и не осуществляют никаких действий, не возможных для них в действительности, что сближает такие истории с реалистическими произведениями о животных. Мир, в котором они живут, реален, в связи с чем такие истории часто заканчиваются трагически. В книге «Fabulous Histories» Сары Триммер (1786) рассказывается о сосуществовании семьи людей и семьи малиновок. Ряд книг написаны в форме автобиографий животных: романы «Признания потерянной собаки» Фрэнсис Пауэр Кобб (1867); «Нептун» Е. Барроус (1869); произведения о нелёгкой жизни коней «Чёрный Красавец» Анны Сьюэлл (1877) и «Холстомер» Льва Толстого (1886); рассказ «Исследования одной собаки» Франца Кафки (1922); роман «Боевой конь» Майкла Морпурго (1982). В романе «Выдра по имени Тарка» Генри Уильямсона (1927) рассказывается о судьбе одной выдры. Большое влияние на направление оказал эпический роман «Обитатели холмов» Ричарда Адамса (1972), который повествует о диких кроликах, ищущих новое место обитания; несмотря на то, что внешняя сторона их жизни мало отличается от животной, они имеют развитую культуру. В повести «Верный Руслан» Георгия Владимова (1975) рассказывается о собаке, охраняющей лагерь заключённых. В книге «Лунный зверь» Гарри Килворта (1989) повествуется о приключениях лисиц. В романе «Тимбукту» Пола Остера (1999) показан пёс, переживающий смертельную болезнь хозяина.
В других историях животные способны выполнять действия, не возможные для животных в реальности. Они говорят между собой, а в части произведений и с человеком, либо обычной речью, либо посредством телепатии. В ряде историй говорящие животные выглядят как обычные. В таких произведениях они обычно живут в мире людей, часто не показывая им свою способность к речи. В «Книге джунглей» Редьярда Киплинга (1893—1895) животные воспитали в лесу мальчика Маугли. В юмористическом цикле о поросёнке Фредди (1927—1958) Уолтера Брукса появляются говорящие животные, которых люди сначала воспринимают с удивлением, но затем привыкают к ним, а животные начинаю заниматься человеческими профессиями. В романе «Бен и я» Роберта Лоусона (1939) разумная мышь играет решающую роль в судьбе Бенджамина Франклина. В его же книге «Кроличий Холм» (1944) рассказывается о кроличьей семье, сильно напоминающей человеческую. В книге «Паутина Шарлотты» Элвина Брукса Уайта (1952) повествуется о дружбе свиньи с паучихой. В романе «Сверчок на Таймс-сквер» Джорджа Селдена (1960) рассказывается о дружбе сверчка, котёнка и мыши. В романе «Чайка по имени Джонатан Ливингстон» Ричарда Баха (1970) речь идёт о чайке, для которой полёт стал искусством. В книге «Миссис Фрисби и крысы НИПЗ» Роберта О’Брайена (1971) крысы и мыши строят совместную колонию, спасаясь от людей. В романе «Доктор Рэт» Уильяма Котцвинкла (1976) все животные обретают разум и восстают против людей. Несколько книг про жизнь животных на ферме написал Дик Кинг-Смит, среди них стоит отметить повесть «Бэйб» (1983) о пастушьем поросёнке. В книге «Thomas Gray, Philosopher Cat» Филипа Дэвиса (1988) кошка любит пофилософствовать. В цикле «Дептфордские мыши» Робина Джарвиса (1989—2007) мыши борются со зловещим котом-богом. В романе «Поппи» Ави (1995) мышиная принцесса сражается с чудовищной рогатой совой. В героической серии «Серебряное крыло» Кеннета Опеля (1997—2007) речь идёт о летучем мышонке, взрослеющем во время миграции своей стаи, преодолевая множество препятствий. В книге «Носитель огня» Дэвида Клемента-Дэвиса (2000) действие происходит в древней Шотландии, где власть над всеми лесами хочет установить владеющий магией Король-Олень, но ему мешает молодой олень. В цикле «Коты-воители» Эрин Хантер (с 2003) за власть сражаются кланы диких котов.
Есть книги, в которых с животными способны разговаривать только определённые люди с волшебными способностями. Цикл книг «Доктор Дулиттл» (1920—1952) Хью Лофтинга рассказывает про доброго врача, который лечит заболевших животных. В произведениях о Мэри Поппинс (1934—1989) Памелы Трэверс с животными способна общаться няня-волшебница.
Ряд произведений рассказывает об освобождении мыслящих животных из неволи. В романе «Килрой и чайка» Натаниэля Бенчли (1977) косатка сбегает из океанариума, в «Тёплом местечке» Нэнси Фармер (1995) — жираф из зоопарка обратно в саванну, в «Я, Фредди» Дитлофа Райхе (1998) — хомяк из лаборатории. В цикле «Крылатые кошки» Урсулы Ле Гуин (1988—1999) летающие кошки покидают стесняющий их город в поисках нового дома.
Напротив, для героического фэнтези характерны разумные животные-компаньоны, везде сопровождающие героя, и, нередко, отдающие за него свою жизнь. К таким книгам относятся, например, «The Woman Who Loved Reindeer» Мередит Энн Пирс (1985) о любви женщины к оленю, серия «Pigs Don’t Fly» Мэри Браун (с 1986), в которой главная героиня и её друзья-животные все имеют какую-то инвалидность, «Королевский убийца» Робин Хобб (1996) о дружбе человека с волком.
Особенно много произведений о кошках и собаках. Это, например, детские повести: «Роверандом» Джона Р. Р. Толкина (1937), в которой волшебный пёс сражается с гигантскими пауками и драконами; «Быть волком» Брэда Стрикленда, где щенок противостоит собакам-хулиганам; «Домашний любимец Гарри» Джорджа Селдена (1986), где кот и мышь воспитывают щенка-сироту; «Мыши Мартина» Дика Кинга-Смита (1991), в которых котёнок заботится о мышах. Есть и произведения для всех возрастов. В повести «В собачьем теле» Дианы Уинн Джонс (1975) пёс из космоса ищет на Земле ужасное оружие, которое может разрушить даже звёзды. В книге «Хвосттрубой» Тэда Уильямса (1985) кот ищет свою потерянную подругу. В серии «Кот-сыщик» Ширли Руссо Мёрфи (с 1996) рассказывается о котах, раскрывающих преступления. В рассказе «Золотой полдень» Анджея Сапковского (1997) Чеширский Кот спасает умирающую Алису. В эпическом цикле «Кот Таг» (1997—2002) Гэбриела Кинга (псевдоним Джей Джонсон и М. Джона Гаррисона) кошки ищут места, где можно получить магические способности. В серии «Коты-волшебники» Дианы Дуэйн (1997—2011) эти животные противостоят демонам, которые хотят уничтожить мир.
В произведениях об антропоморфных животных (англ. anthropomorphic fantasy) персонажи, помимо способности мыслить и говорить, также одеваются и ведут себя как люди, живут в домах, используют бытовые предметы, имеют свои государства, воюют и т. п. В таких историях действие обычно происходит в вымышленном мире, в котором животные уже воспринимаются не как животные, а как человекоподобные существа. Среди ранних произведений такого типа «Алиса в Стране чудес» Льюиса Кэролла (1865), значительная часть героев которой являются антропоморфными животными. Большое влияние на развитие направления оказал роман «Ветер в ивах» Кеннета Грэма (1908) о жизни зверей — сельских жителей. В сказке «Стюарт Литтл» Элвина Уайта (1945) мальчик-мышонок чудесным образом родился в обыкновенной человеческой семье. В романе «Остров Абеля» Уильяма Стейга (1976) рассказывается о мышиной робинзонаде. В цикле «Данктонский лес» (1980—1993) Уильяма Хорвуда кроты борются со злым тираном. Его же цикл «Ивовые истории» (1990-е) — является продолжением «Ветра в ивах». В цикле «Рэдволл» Брайана Джейкса (1986—2011) действие происходит в зверином средневековье в одноимённом аббатстве в Стране Цветущих Мхов, жители которого защищают его от всяческих бед. В тетралогии Майкла Хойе (2002—2007) рассказывается про любящего уют, но вечно попадающего в приключения мышонка. В юмористической фантастике «Чародей с гитарой» Алана Дина Фостера (1983—1994) студент-музыкант попадает в страну говорящих животных, в которой музыка обладает магической силой.
В некоторых историях граница между миром реальным и волшебным миром животных размыта, а внешний вид и/или поведение персонажей описывается промежуточно между антроморфным и зооморфным. Характерна, например, неопределённость с ношением животными одежды. Среди них «Сказки дядюшки Римуса» Джоэля Харриса (1880—1948); сказки о кролике Питере Беатрис Поттер (1902—1914); «Три королевские обезьяны» Уолтера Де Ла Мара (1910 год); «Unter Tieren» Манфреда Кибера (1912—1926); «Приключения лисички-плутовки» Рудольфа Тесноглидека (1920); «Where the Blue Begins» Кристофера Морли (1922); «Винни-Пух» Алана Милна (1925—1928, в данном случае персонажи совмещают в себе признаки животных и игрушек); сказки (1929—1975) Элисон Аттли; «The Kingdom That Was» Джона Ламбона (1931); образовательный цикл «Меч в камне» Теренса Уайта (1938); «Скотный двор» Джорджа Оруэлла (1945); «The Tree that Sat Down» Беверли Николс (1945); цикл «Хроники Нарнии» К. С. Льюиса (1950—1956); «The Huntsman at the Gate» Олмета Дженкса (1952); «Tom Ass, or The Second Gift» Энн Лоренс (1972); «The Master Cat» Дэвида Гарнетта (1974); «Камбала» (1977) и «Крысиха» (1986) Гюнтера Грасса; «Книга скорбящей коровы» Уолтера Уангерина (1978); «The Coachman Rat» Дэвида Уилсона (1985); дилогия «Kyala» М. Коулмана Истона (1985—1987); «The Heavenly Horse from the Outermost West» Мэри Стэнтон (1988); «Plainsong» Деборы Грабьен (1990); «Beastly Tales» Викрама Сета (1991); «With» Дональда Харингтона (2004).
Один из распространённых приёмов в книгах о животных — странные пары персонажей, например, герои романа «Ветер в ивах» Кеннета Грэма (1908), таракан и кот в цикле «Archy and Mehitabel» Дона Маркиза (с 1927), кошка и птица в романе «Dudley & Gilderoy» Алджернона Блэквуда (1929), свинья и паучиха в романе «Паутина Шарлотты» Элвина Брукса Уайта (1952).
Истории о говорящих животных имеют много общего с произведениями о вымышленных разумных зооморфных существах, таких как муми-тролли Туве Янссон (1945—1970) или уомблы Элизабет Бересфорд (1968—1976).
Существует необозримое количество говорящих животных в мультфильмах, которые также делятся на антропоморфных и зооморфных. Это персонажи: Винни-Пух и Пятачок из «Винни-Пух»; Заяц и Волк из «Ну, погоди!»; кот Матроскин и пёс Шарик из Простоквашино; Мартышка, Слонёнок, Попугай и Удав из «38 попугаев»; попугай Кеша из «Возвращение блудного попугая»; котёнок Гав из «Котёнок по имени Гав».
Из иностранных, например, персонажи Уолта Диснея — оленёнок Бэмби, Микки Маус, Дональд Дак и другие; Багз Банни и другие персонажи Looney Tunes; мышь-супергерой Майти Маус.

## Научная фантастика
В четвёртой части «Путешествий Гулливера» Джонатана Свифта описана страна, населённая гуигнгнмами — лошадьми, наделёнными разумом и даром речи, также в этой стране водятся йеху — люди, являющиеся животными; эволюция там пошла не по человеческому, а по лошадиному пути.[значимость факта?] В научной фантастике разумные животные часто появляются как результат генетических экспериментов, например в «Планете обезьян» Пьера Буля (1963) улучшенные приматы стали доминировать над людьми, в книге «Разумное животное» Робера Мерля (1967) из дельфина сделали мощное оружие, в «Саге о Возвышении» Дэвида Брина (1980—1998) дельфины и обезьяны уравнялись в правах с людьми. В романе «Псы Вавилона» Кэролин Паркхерст (2003) собак пытаются научить говорить через хирургические операции и обучение.. В веб-комиксе Freefall возвышение происходит дважды — для доказательства возможности заселить биовраждебные планеты (с зеркальными изомерами аминокислот) при участии нейропсихолога «доктора Боумана», наследника первой серии экспериментов, создаётся партия генетически улучшенных прямоходящих «волков Боумана» с роботоподобной моделью искусственного интеллекта, контролируемой методами нейролингвистического и звукового программирования.